# Enciclopedia Doosan
La Enciclopedia Doosan es una enciclopedia en coreano publicada por Doosan Donga (두산동아). La enciclopedia está basada en la Enciclopedia Dong-A Color (동아원색세계대백과사전), la cual está compuesta de 30 volúmenes y empezó a ser publicado en 1982 por Dong-A Publishing (동아출판사). Dong-A Publishing se fusionó con Doosan Donga, una filial de Doosan Group en febrero de 1985.

## Edición digital

### EnCyber
La versión en línea de la Enciclopedia Doosan se llamó EnCyber, el cual es una combinación de dos palabras inglesas: Encyclopedia y Cyber. La compañía ha declarado que, con la marca, apunta a convertirse en un centro vivo de conocimiento. EnCyber proporciona contenido libre a los lectores a través de portales surcoreanos como Naver. Naver se ha posicionado como el uno de los motores de búsqueda más usados de Corea del Sur en parte debido a la popularidad de la enciclopedia EnCyber. Cuando Naver contrató exclusivamente a Doosan Doonga en 2003, Naver pagaó varios miles de millones de Won (￦) a Doosan en derechos.
Los artículos en la Encyclopedia EnCyber educar lectores de cada grupo de edad. Está considerado como una de las enciclopedias más importantes en Corea del Sur. En 2009, EnCyber era la enciclopedia en línea más grande de Corea del Sur.

### Doopedia
El 1 de noviembre de 2010, la versión digital de la enciclopedia Doosan fue renombrada a 'doopedia', un nombre compuesto del nombre de la compañía 'Doosan' y la palabra inglesa 'encyclopedia'. El 7 de noviembre de 2013 había 463.953 artículos disponibles en 'doopedia'. El mismo día en la Wikipedia coreana había 252.830 artículos.